# Prosopocera callypiga
Prosopocera callypiga es una especie de escarabajo longicornio del género Prosopocera, tribu Prosopocerini, familia Cerambycidae. Fue descrita científicamente por Thomson en 1857.
Se distribuye por Malaui, Mozambique, Sudáfrica, Tanzania y Zambia. Mide 26-31 milímetros de longitud. El período de vuelo ocurre en los meses de noviembre y diciembre.